# Jamison Ross
Jamison Ross (Jacksonville, 1987. november 12. –) Grammy-díjas amerikai zenész – dobos, énekes.

## Pályakép
Nagyapja gyülekezetben bontakozott ki tehetsége. Édesanyja ösztönzésére indult el szakszerű képzése. A mesterszintű jazzdiplomát New Orleansban szerezte meg.
Dolgozott Cécile McLorin Salvant-nal, Dr. Johnnal, Christian McBride-el Wynton Marsalisszal is.
2015-ben jelent meg első lemeze, melyen dobol és énekel, saját szerzeményeket is előad. Szabadon lépked a soul, a blues és a funk stílusok között.

## Lemezek
- Jamison: 2015
- All for One: 2018

## Díjak
- Győztes: Thelonious Monk International Jazz Competition, dobok, 2012
- Mentioned by Vanity Fair [1]
- Legjobb vokális album Grammy-díja: 2015